# Song Junfu
Song Junfu (宋君複S, Sòng JūnfùP; Shaoxing, 9 marzo 1897 – Pechino, 1977) è stato un allenatore di pallacanestro cinese.

## Carriera
Ha guidato la Repubblica di Cina ai Giochi olimpici di Londra 1948.